# Пиртти-Корманен
Пиртти-Корманен (Пиртти-Карманен) — пресноводное озеро на территории Кестеньгского сельского поселения Лоухского района Республики Карелии.

## Общие сведения
Площадь озера — 1,5 км². Располагается на высоте 246,3 метров над уровнем моря.
Форма озера лопастная, продолговатая: оно почти на четыре километра вытянуто с юго-запада на северо-восток. Берега изрезанные, каменисто-песчаные, преимущественно возвышенные.
Через озеро течёт река Карманга, впадающая в Пяозеро.
В озере расположено не менее пяти безымянных островов различной площади, рассредоточенных по всей площади водоёма.
К востоку от озера проходит лесовозная дорога.
Населённые пункты вблизи водоёма отсутствуют.
Код объекта в государственном водном реестре — 02020000411102000000629.